# Takasu (Hokkaidō)
Takasu (鷹栖町 Takasu-cho?) es un pueblo del distrito de Kamikawa (Ishikari), subprefectura de Kamikawa, Hokkaido, Japón. Traducido al español, Takasu significa "nido de halcón". La ciudad tiene una población de 7.631 personas.

## Geografía
Takasu está situada en la zona central de Hokkaido, la isla más septentrional de Japón. Takasu tiene una superficie aproximada de 139,44 km² y está situada cerca de Asahikawa, la segunda ciudad más grande de Hokkaido. Numerosos ríos atraviesan la ciudad de Takasu, siendo el principal el río Osarappe, que corre de norte a sur y tiene una longitud aproximada de 25,7 km. Otro río importante es el río Ishikari, que fluye desde el monte Daisetsu, un pico volcánico en el centro de Hokkaido. 

## Industria
Con abundantes tierras fértiles, Takasu ha desarrollado un sector agrícola centrado en el cultivo del arroz. El arroz representa el 80% del producto agrícola total de Takasu. En los últimos años, Takasu ha sido uno de los eminentes productores de arroz de Hokkaido Hoshi no Yume y Kirara 397 en términos de calidad y cosecha. 
La siguiente industria más importante de Takasu es la producción de hortalizas, en particular de tomates. Takasu es el centro de producción de una gama de productos de tomate de la marca Ookami no momo, como el jugo y el puré de tomate.
En Takasu se encuentra uno de los "campos de pruebas" de Honda. Honda prueba nuevos productos para ver cómo resisten las duras condiciones invernales que se dan en el centro de Hokkaido. La otra instalación de desarrollo de Honda se encuentra en la prefectura de Tochigi. Honda no solo prueba coches en el Centro de Pruebas de Takasu, sino también motos y quitanieves.